# Konso (zone)
Pour les articles homonymes, voir Konso.
Ancien woreda spécial de la région des nations, nationalités et peuples du Sud en Éthiopie, Konso est depuis 2023 une zone administrative dans la région Éthiopie du Sud. Konso a 235 087 habitants en 2007. Son centre administratif est Karat Konso.

## Géographie
Situé dans la vallée du Grand Rift à quelque distance au sud du lac Chamo, le woreda Konso forme l'extrémité sud-est de la région des nations, nationalités et peuples du Sud.
Il est bordé à l'ouest par la rivière Weito qui le sépare de la zone Debub Omo.
La rivière Sagan le sépare du woreda spécial Burji à l'est et de la région Oromia au sud.

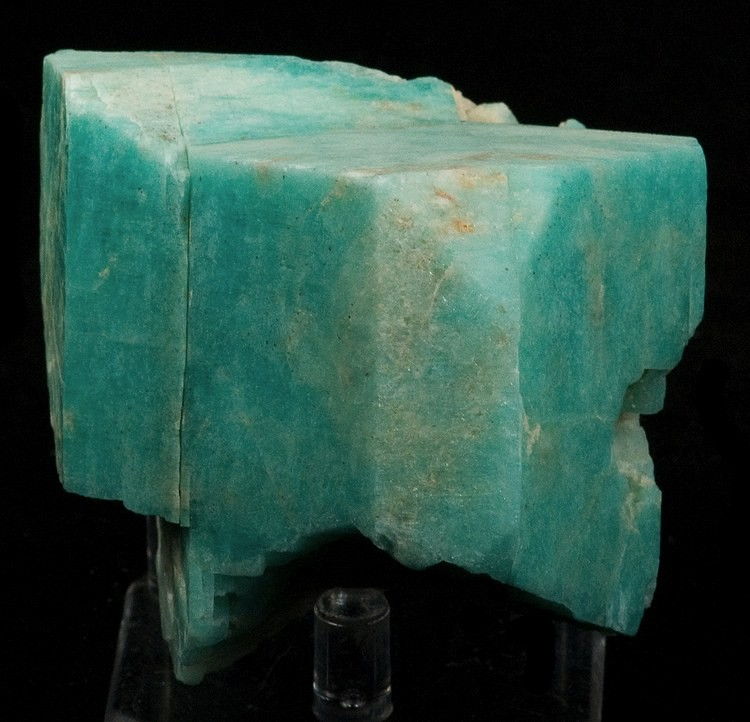
Amazonite de Konso.

Konso est connu pour son gisement d'amazonite[réf. souhaitée].
Son centre administratif figure sur les cartes sous le nom de Konso[réf. souhaitée], Karat, ou Karat Konso.
Karat Konso se trouve à 87 km au sud d'Arba Minch et à une centaine de kilomètres au nord-ouest de Yabelo où passe la route Addis-Abeba-Moyale.
Karat Konso est de plus au départ d'une route secondaire vers l'ouest, en direction de Keyafer et Jinka dans la zone Debub Omo.
| Alle                    | Dirashe          | Amaro |
| Bena Tsemay (Debub Omo) | Konso            | Burji |
|                         | Teltele (Oromia) |       |

## Histoire

### Préhistoire
Le complexe de Konso-Gardula (KGA) déjà connu pour le crâne fossile de Paranthropus boisei KGA10-525 découvert par A. Amzaye en 1993, livre en 2020 un grand fragment osseux vieux de 1,4 million d'années aménagé en forme de hache.

### Époque contemporaine

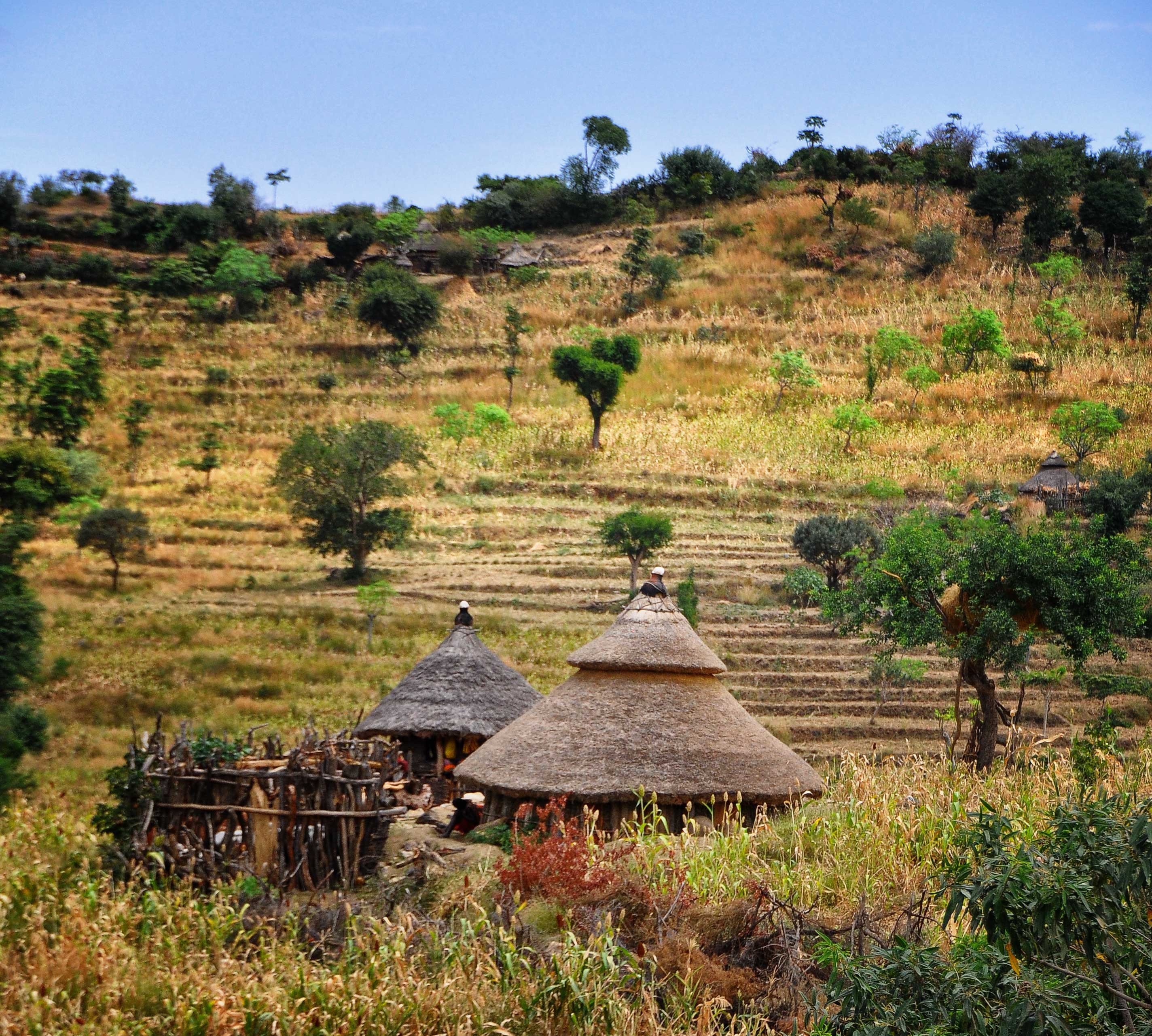
Culture en terrasses. Tukul.

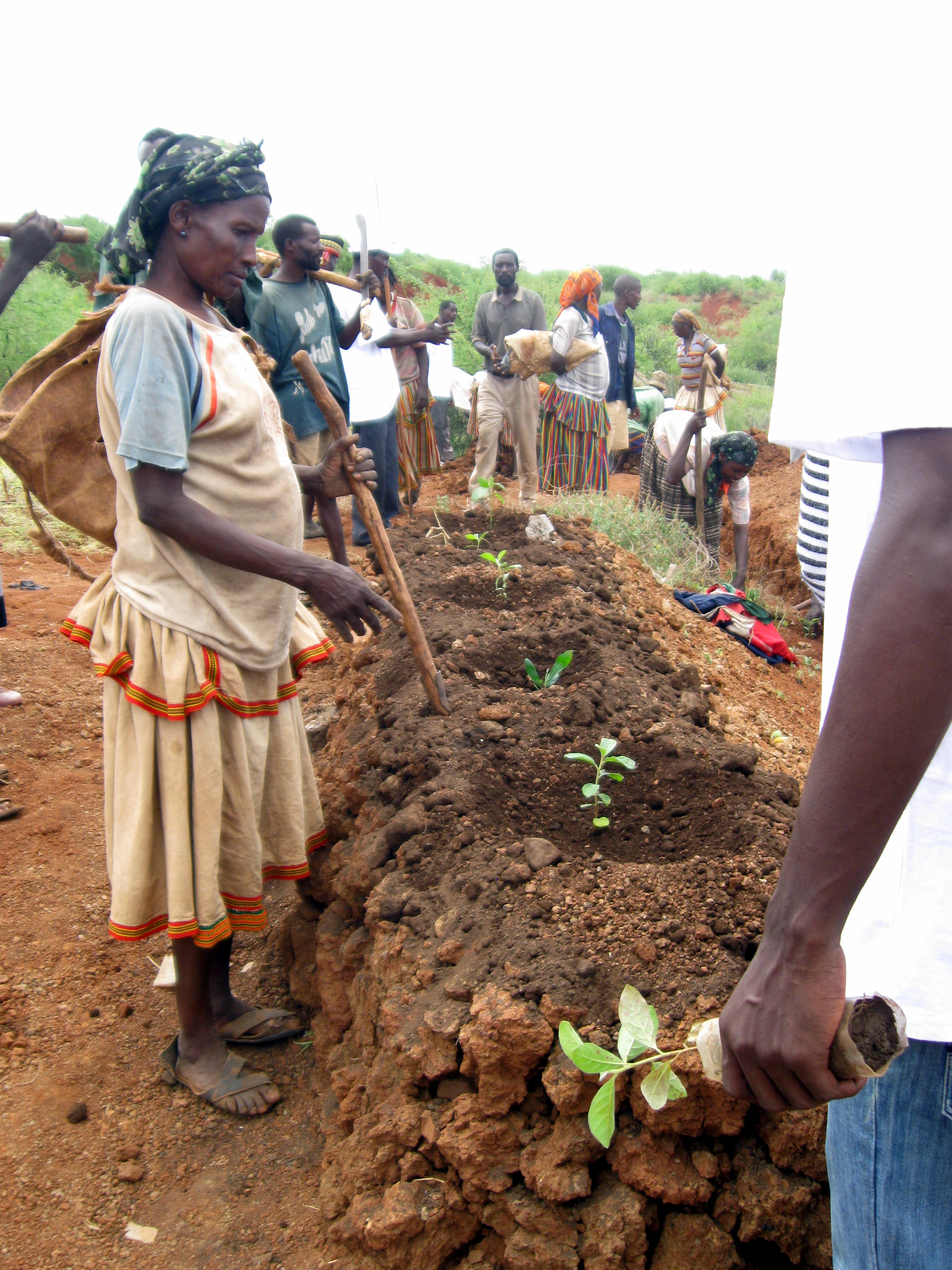
Plantation de Moringa stenopetala.

Konso tient son nom du peuple Konso.
Le paysage culturel du pays konso est classé par l'UNESCO sur la liste du patrimoine mondial de l'humanité depuis 2011.
La culture Konso est connue pour son agriculture en terrasses, son architecture de maisons rondes au toit de chaume, les ruelles et les murs fortifiés de ses villages, et les stèles funéraires en bois sculpté appelées wakas. En 2009, le musée du quai Branly participe à la fondation du musée local destiné principalement à abriter les wakas,.
Jusqu'à la fin du XXe siècle le pays konso se situe dans l'awraja Gardula de la province Gamu-Gofa[à vérifier].
À la mise en place des régions, en 1995, Konso est l'un des cinq woredas spéciaux de la région des nations, nationalités et peuples du Sud.
Konso perd son statut de woreda spécial vers 2011 à la création de la zone du peuple Segen, il se rattache à cette zone au moins jusqu'en 2017 puis redevient un woreda spécial en 2018[réf. souhaitée].
Konso obtient peu après le statu de zone, ce qui accroît son autonomie et lui permet de se subdiviser en plusieurs woredas[réf. souhaitée], et se rattache en 2023 à la nouvelle région Éthiopie du Sud.

## Démographie
D'après le recensement national de 2007 réalisé par l'Agence centrale de la statistique (Éthiopie), le woreda compte 235 087 habitants et 4 % de la population est urbaine,.
La moitié des habitants (50 %) sont protestants, 35 % pratiquent les religions traditionnelles africaines et 14 % sont orthodoxes.
Le konso (en) est la langue maternelle de la plupart des habitants (86 %) tandis que le dobase (en) est la langue maternelle pour 10 % des habitants, l'oromo pour 2% et l'amharique pour 1 %.
La population urbaine se répartit entre 5 788 habitants à Karat et 3 627 habitants à Segen.
Avec une superficie de 2 274 km2[réf. souhaitée], le woreda a en 2007 une densité de population de 103 personnes par km2.
Début 2022, la population du woreda est estimée, par projection des taux de 2007, à 344 862 personnes.

## Galerie

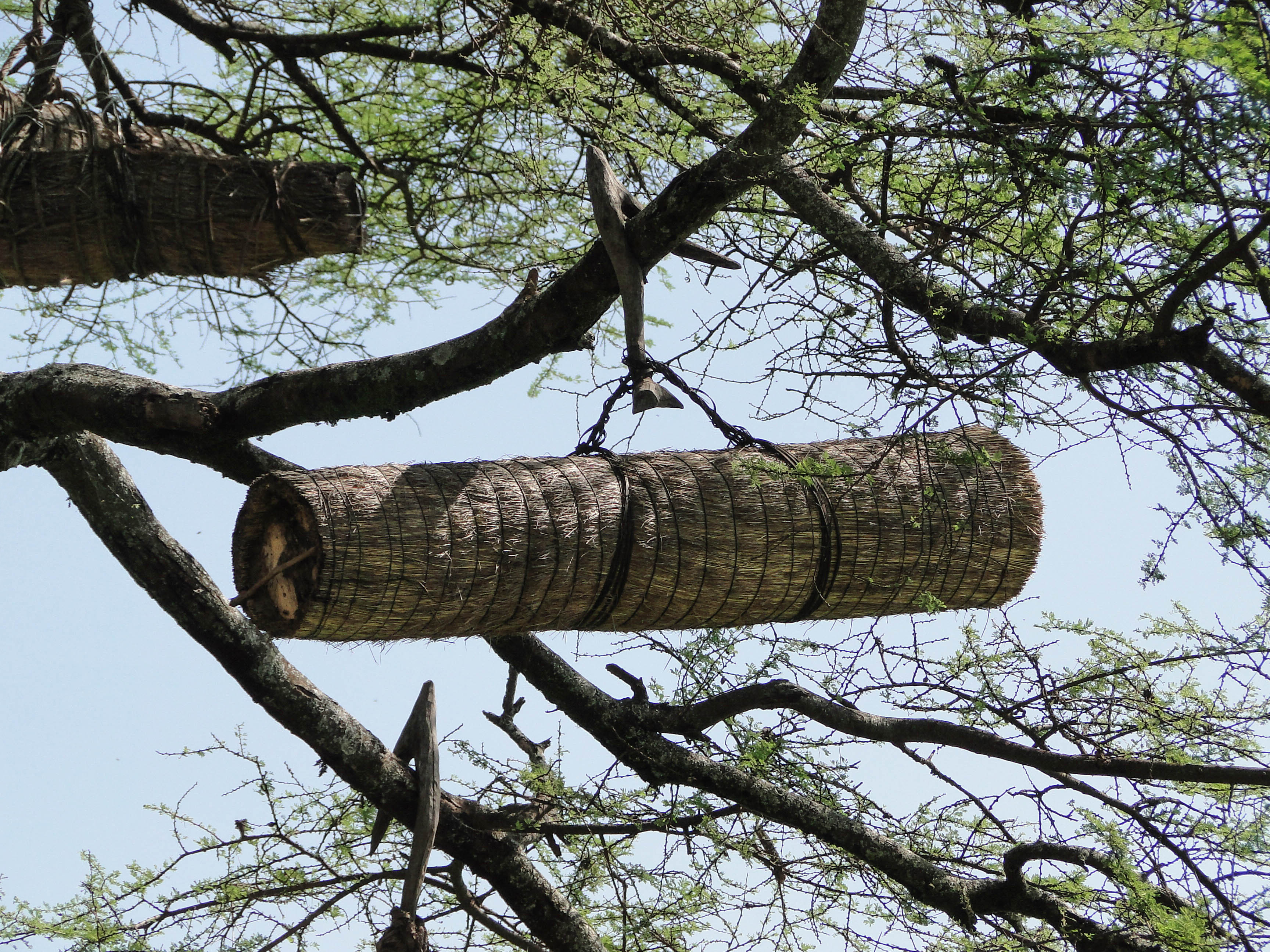
Ruche dans un arbre.
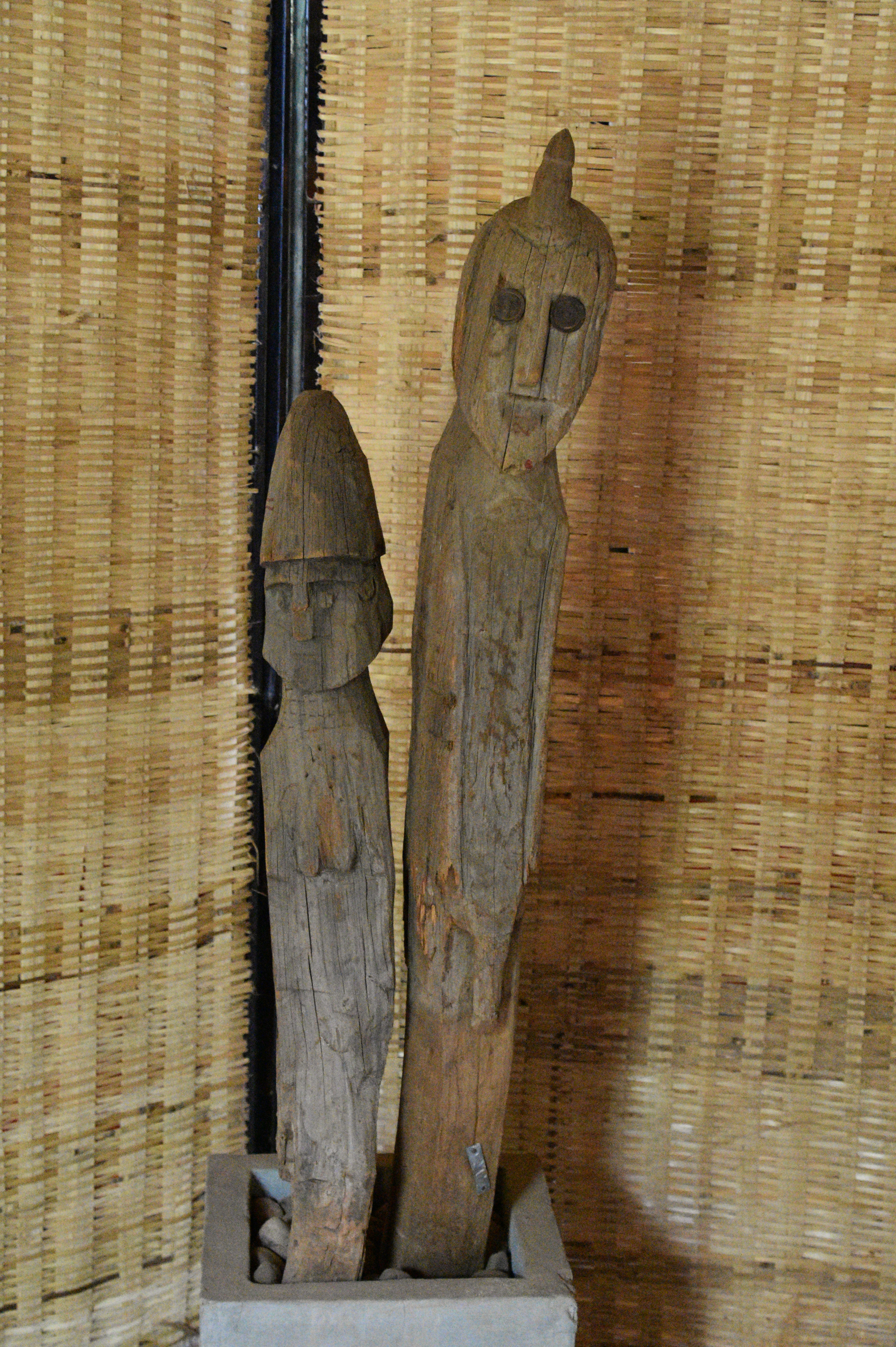
Wakas au Konso Museum.
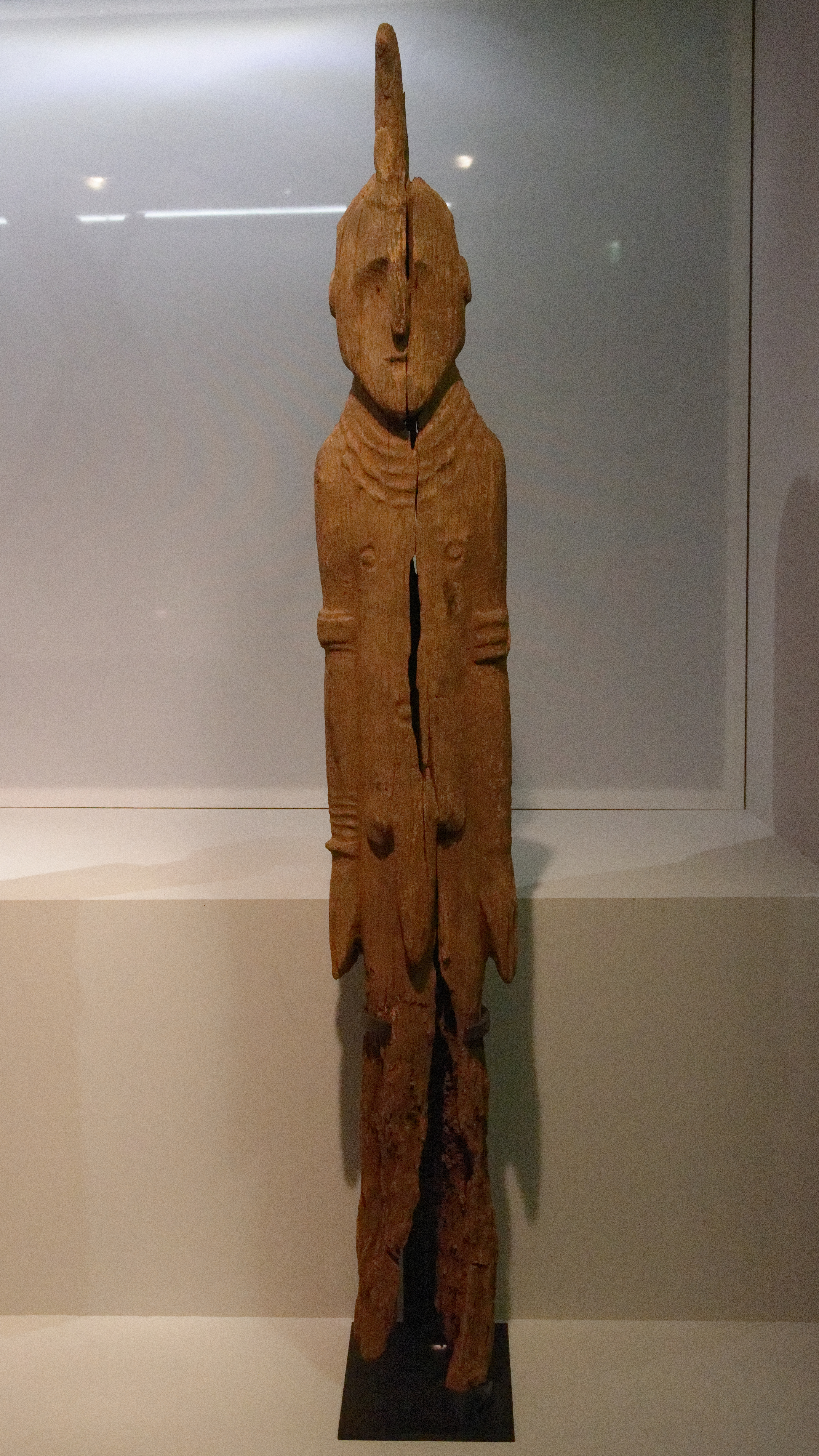
Waka au musée du quai Branly.
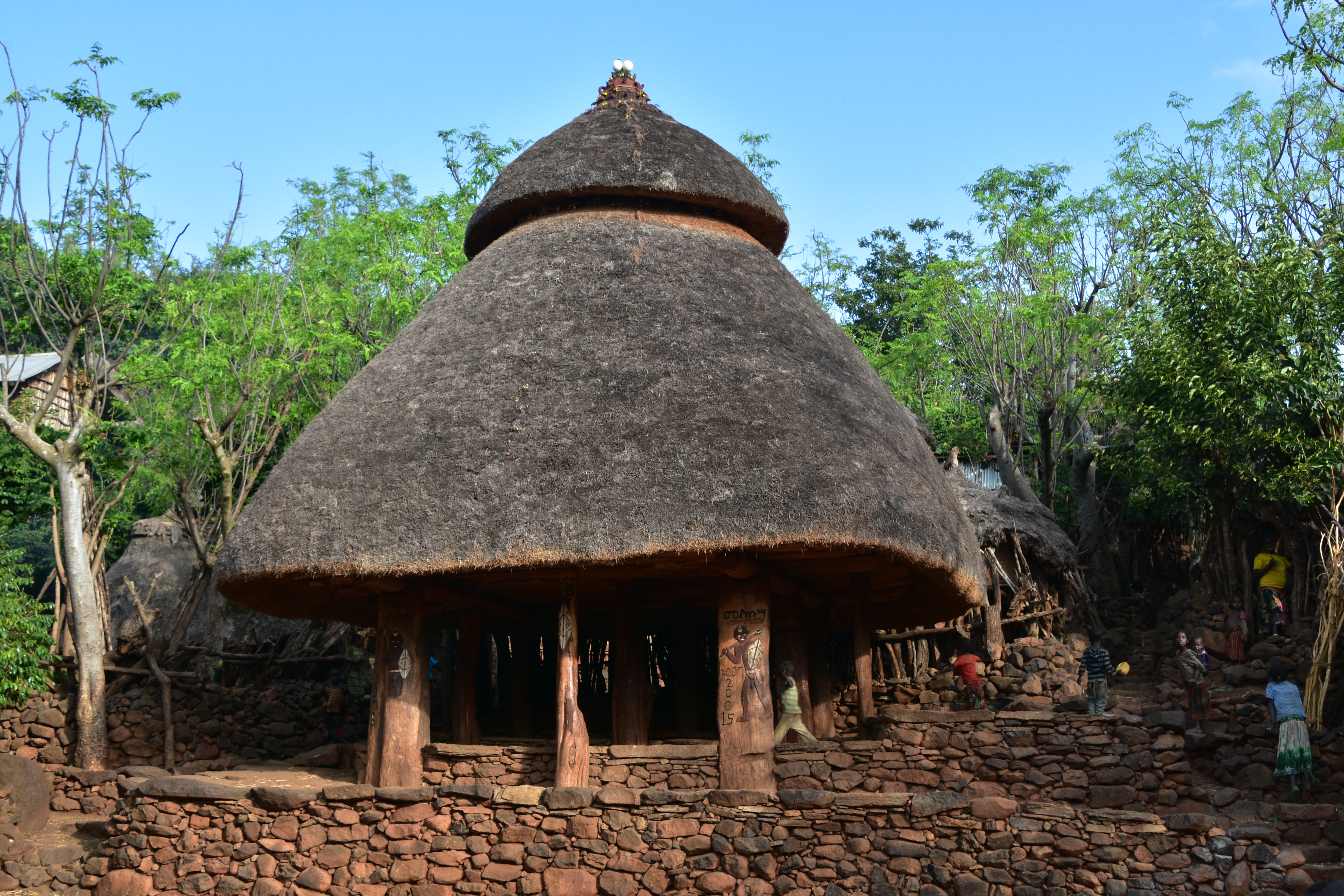
Village de Mecheke.
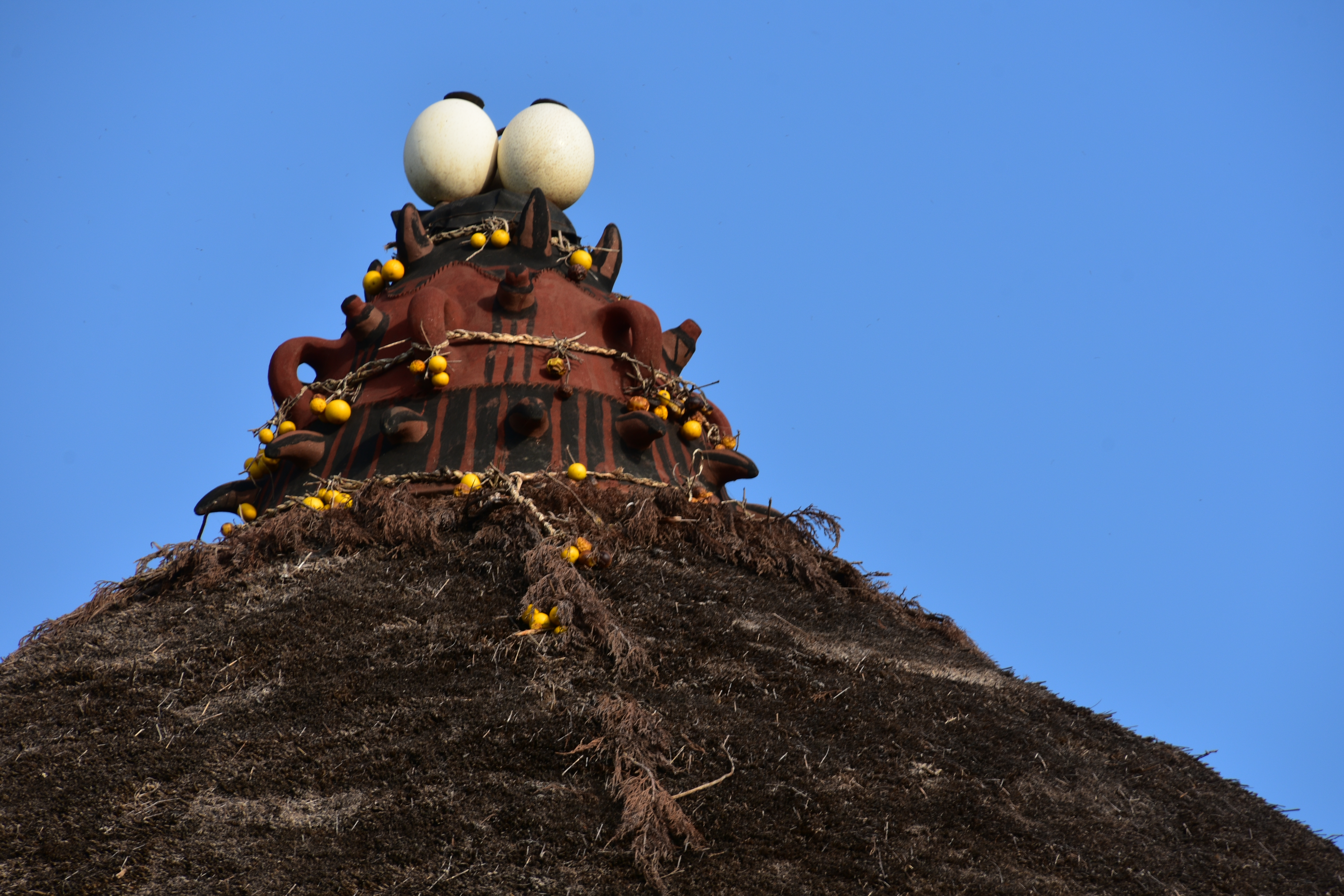
Faîtage.
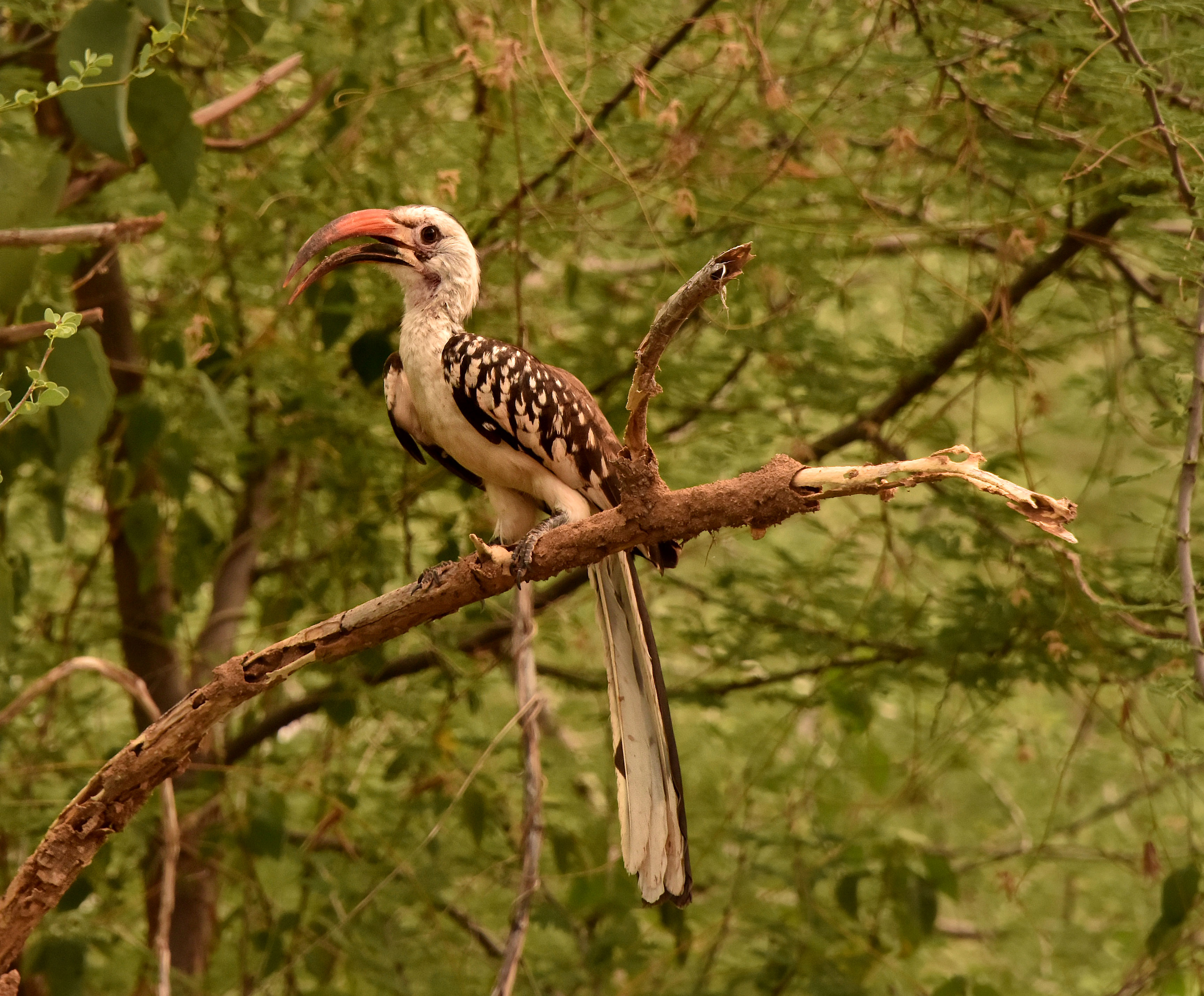
Calao à bec jaune.
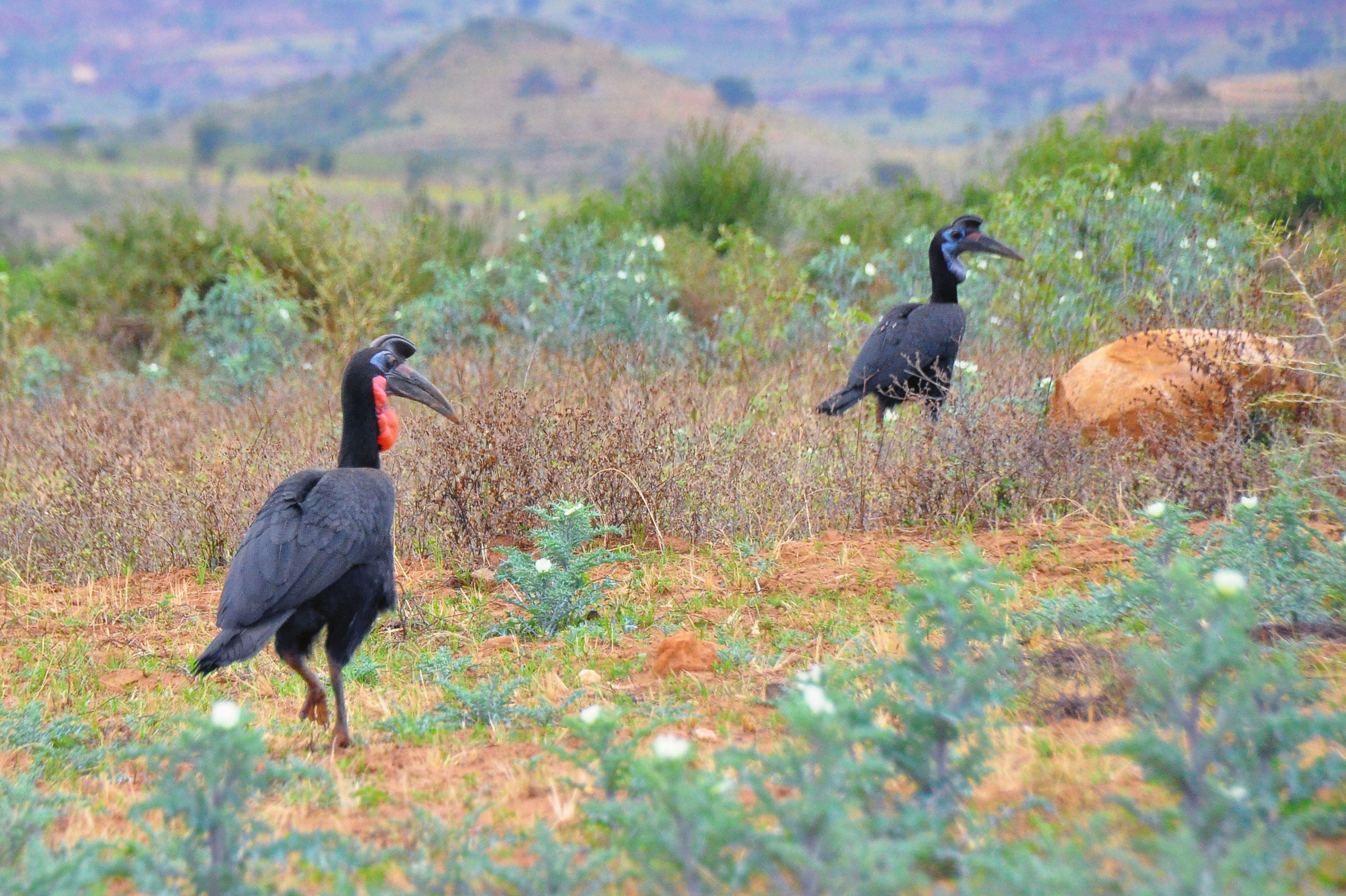
Bucorve d'Abyssinie.
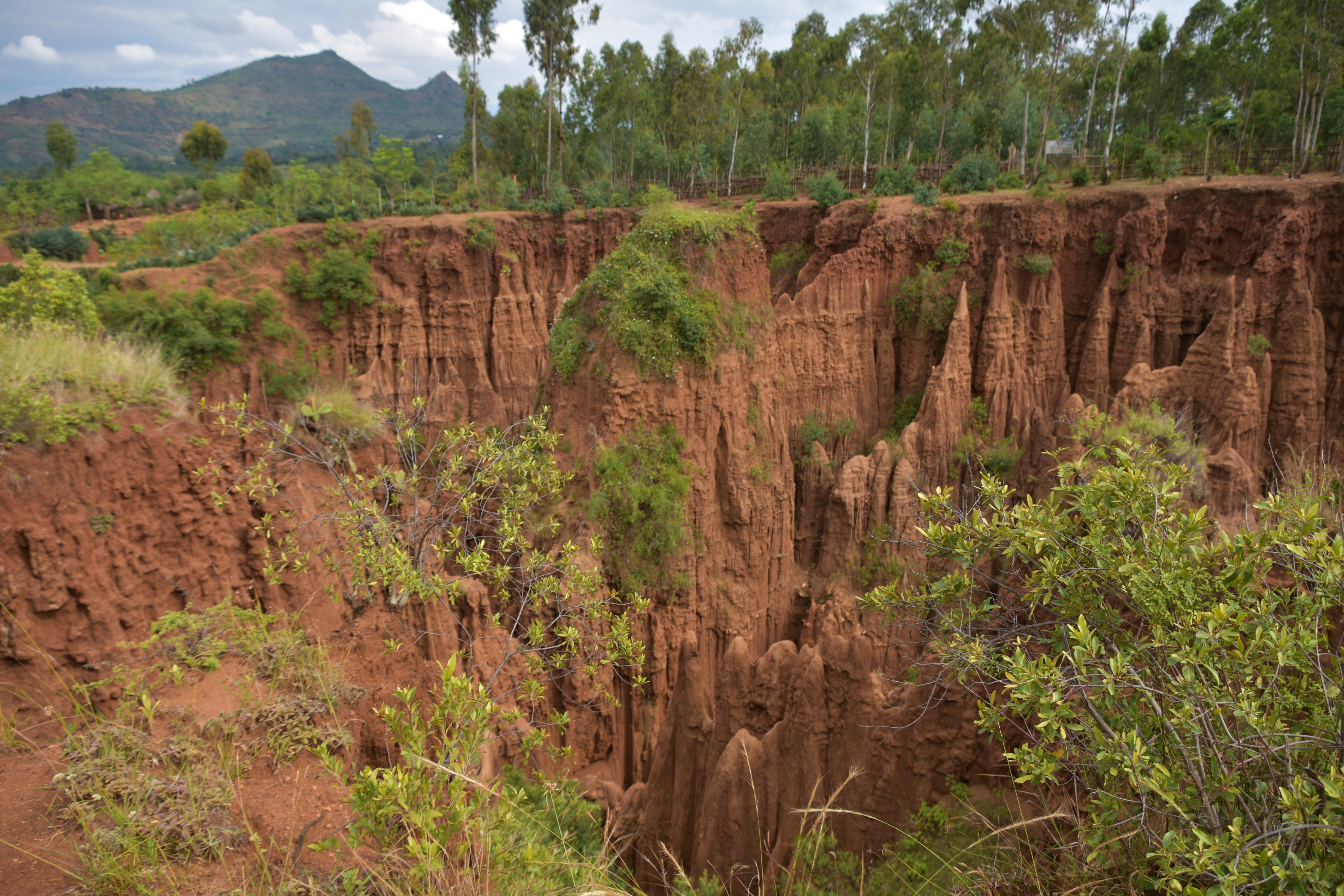
Cheminées de fées.
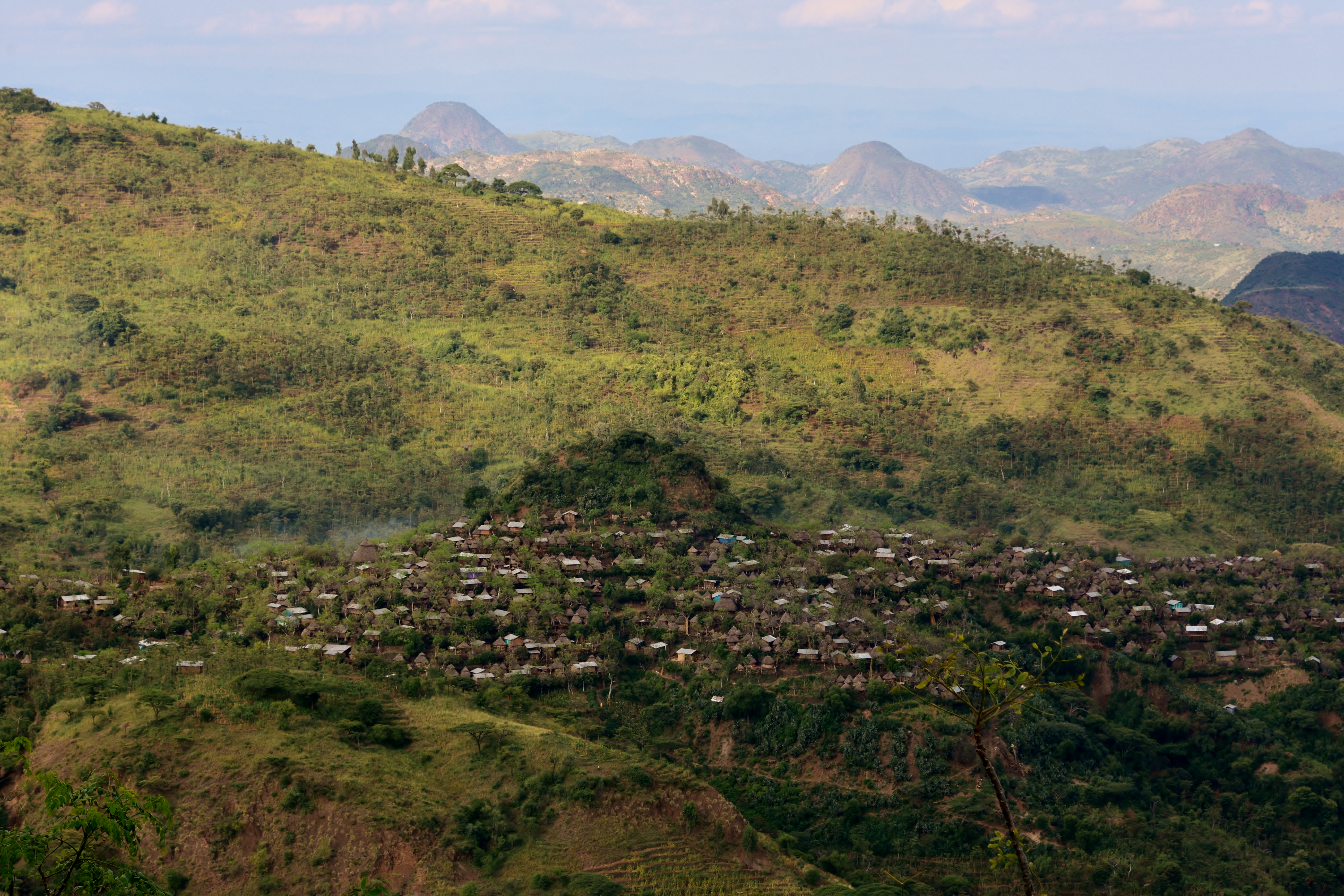
Paysage et village konso.